# Islahijjet
Društvo Islahijjet, nekadašnje bošnjačko prosvjetno i potporno društvo iz Brčkog.
Od društva Islahijjet, danas je ostala samo graditeljska cjelina u tom gradu, koja danas predstavlja Nacionalni spomenik Bosne i Hercegovine. 

## Povijest
Godine 1907., u Brčkom osnovano je i bošnjačko prosvjetno i potporno društvo Islahijjet (Vaspitanje). Društvo su osnovali najugledniji Bošnjaci u Brčkom u to vrijeme na čelu s tadašnjim gradonačelnikom Mujagom Mula Mehmedovićem, u svrhu kulturnog i gospodarskog podizanja bošnjačke omladine grada i kotara. Društvo je u šest sela imalo svoje pododbore s čitaonicama. Islahijjet je davao materijalnu pomoć u školovanju na sveučilištima, za osposobljavanje mladih na raznim zanatima, u gospodarstvu, i bilo je aktivno u suzbijanju poroka razne vrste.
Godine 1922.  za potrebe Islahijjeta, kupljena je i adaptirana zgrada u brčanskom naselju Kolobara. Kupljena zgrada, koja je sagrađena 1912. godine postala je Islahijjetov dom, gdje su se nalazile prostorije za čitanje novina, knjižnica, te prostor za javna predavanja. Ista zgrada je proširena 1935. godine društvenom salom s kazališnom scenom koja je mogla da primi preko 400 gostiju. Kroz aktivnosti Islahijjeta opismenjeno je preko tisuću mladih, a isto toliko osposobljeno za suvremene zanate. U Islahijjetu su pripremane prve kazališne predstave koje su režirali putujući redatelji, održana prva konferencija radnika 1918, godine, a bio je i mjesto okupljanja mladih brčanskih antifašista. 
U toku rata u Bosni i Hercegovini, Islahijetov dom i prateći objekti oko njega su znatno stradali, ali je objekt Islahijjetovog doma rehabilitiran 2009. godine. Realizirana je prva faza rekonstrukcije objekta (radovi na vanjskoj fasadi objekta, stolarski radovi i veći dio radova u enterijeru), dok su ostali objekti graditeljske cjeline su i dalje u lošem građevinskom stanju.

## Danas
Svrhu djelovanja društva Islahijjet u Brčkom naslijedio je današnji BZK Preporod Brčko, koji je ujedno naslijedio to društvo. U Islahijjetovom domu je danas smještena knjižnica, galerija, amfiteatar i klub Preporoda. Godine 2007. BZK Preporod Brčko je organizirao manifestaciju "100 godina Islahijjeta".

## Vanjske poveznice
- Islahijjet u Brčkom  Arhivirana inačica izvorne stranice od 30. siječnja 2021. (Wayback Machine)